# Nu Herculis
Nu Herculis (94 Herculis) é uma estrela na direção da constelação de Hercules. Possui uma ascensão reta de 17h 58m 30.15s e uma declinação de +30° 11′ 21.4″. Sua magnitude aparente é igual a 4.41. Considerando sua distância de 795 anos-luz em relação à Terra, sua magnitude absoluta é igual a −2.53. Pertence à classe espectral F2II.